# Braunschweigischer Geschichtsverein
Der Braunschweigische Geschichtsverein wurde am 6. Mai 1901 als „Geschichtsverein für das Herzogtum Braunschweig“ gegründet. Er zählt heute über 550 Mitglieder. Ziel des Vereins ist die Förderung des historischen Bewusstseins und einer regionalen Identität der heutigen Region zwischen Harz und Heide und Harz und Weser.

## Geschichte
Am 6. Mai 1901 gründete ein Zweigverein des Harzgeschichtsvereins, nämlich der Ortsverein für Geschichte und Alterthumskunde zu Braunschweig und Wolfenbüttel den „Geschichtsverein für das Herzogtum Braunschweig“.
260 Mitglieder zählte der Verein bereits bei seiner Gründung. Darunter waren auch der damalige Geheime Archivrat und erster Vorsitzender des neu entstandenen Vereins Paul Zimmermann aus Wolfenbüttel, der Braunschweiger Stadtarchivar und Schriftführer des Vereins Heinrich Mack sowie Paul Jonas Meier, Direktor des Herzog Anton Ulrich-Museums.
Heute existiert eine enge Zusammenarbeit mit dem Niedersächsischen Landesarchiv, dem historischen Seminar der Technischen Universität Braunschweig, dem Institut für Braunschweigische Regionalgeschichte und der Historischen Kommission für Niedersachsen und Bremen.
Der 1. Vorsitzende des Vereins ist Brage Bei der Wieden, Leiter des Niedersächsischen Landesarchivs – Standort Wolfenbüttel, weitere Vorstandsmitglieder sind: Annette Boldt-Stülzebach, Philip Haas und Sascha Köckeritz. Ehrenmitglieder sind oder waren: Richard Moderhack †, Günter Scheel †, Manfred R. W. Garzmann und Horst-Rüdiger Jarck. Mitglieder des Beirates sind: Sandra Donner, Manfred Grieger, Birgit Hoffmann, Christian Lippelt, Jochen Luckhardt, Henning Steinführer, Heike Pöppelmann, Thomas Scharff und Matthias Steinbach. Der Ehrenbeirat wird gebildet durch: Dieter Lent †, Wolfgang Milde †, Gerhard Schildt, Gerd Spies, Klaus Webendoerfer † und Mechthild Wiswe †.

## Weitere Persönlichkeiten
Vorsitzende:
- Paul Zimmermann, Geheimer Archivrat, 1901–1924
- Hermann Voges, Archivdirektor, 1924–1938
- Hermann Kleinau, Staatsarchivdirektor, 1938–1945
- Werner Spieß, Städtischer Archivdirektor, 1946–1956
- Friedrich Knost, Präsident des Verwaltungsbezirks Braunschweig, 1956–1968
- Carl Düvel, Präsident der Braunschweigischen Staatsbank, 1968–1970
- Wilhelm Pleister, Generaldirektor der Norddeutschen Landesbank, 1970–1977[7]
- Rudolf Törner, Mitglied des Vorstandes der Norddeutschen Landesbank, 1977–1982
- Günter Scheel, Ltd. Archivdirektor, 1982–1994
- Horst-Rüdiger Jarck, Ltd. Archivdirektor, 1994–2008

## Publikationen (Auswahl)

Braunschweigisches Jahrbuch von 1961.

Der Verein ist Herausgeber verschiedener, teilweise regelmäßig erscheinender Publikationen zur Regional- und Heimatgeschichte des Raumes zwischen Harz, Lüneburger Heide und Weser, so des Braunschweigischen Magazins und des Braunschweigischen Jahrbuchs, das seit 1902 erscheint (Band 1 bis 14 unter dem Titel Jahrbuch des Geschichtsvereins für das Herzogthum Braunschweig) oder der Quellen und Forschungen zur Braunschweigischen Landesgeschichte.
Wichtige Veröffentlichungen der letzten Jahre sind:
- Horst-Rüdiger Jarck, Dieter Lent u. a. (Hrsg.): Braunschweigisches Biographisches Lexikon. 8. bis 18. Jahrhundert. hrsg. im Auftrag der Braunschweigischen Landschaft e. V. Appelhans Verlag, Braunschweig 2006, ISBN 3-937664-46-7.
- Horst-Rüdiger Jarck, Günter Scheel (Hrsg.): Braunschweigisches Biographisches Lexikon. 19. und 20. Jahrhundert. hrsg. im Auftrag der Braunschweigischen Landschaft e. V. Hahnsche Buchhandlung, Hannover 1996, ISBN 3-7752-5838-8.
- Horst-Rüdiger Jarck, Gerhard Schildt (Hrsg.): Die Braunschweigische Landesgeschichte. Jahrtausendrückblick einer Region. 2. Auflage. Appelhans Verlag, Braunschweig 2001, ISBN 3-930292-28-9.
- Hans-Ulrich Ludewig, Dietrich Kuessner: „Es sei also jeder gewarnt“ – Das Sondergericht Braunschweig 1933–1945. Langenhagen 2000, ISBN 3-928009-17-6.
- Gudrun Fiedler, Hans-Ulrich Ludewig: Zwangsarbeit und Kriegswirtschaft im Lande Braunschweig 1939–1945. Braunschweig 2003, ISBN 3-930292-78-5.
- Ulrich Menzel, Die Steigbügelhalter und ihr Lohn. Hitlers Einbürgerung in Braunschweig als Weichenstellung auf dem Weg zur Macht und die Modernisierung des Braunschweiger Landes. Appelhans Verlag, Braunschweig 2020, ISBN 978-3-944939-84-1